# Tianshankou (ort i Kina, Inner Mongolia Autonomous Region, lat 43,76, long 120,15)
Tianshankou är en ort i Kina. Den ligger i den autonoma regionen Inre Mongoliet, i den norra delen av landet, omkring 770 kilometer nordost om regionhuvudstaden Hohhot. Antalet invånare är 30 307. Befolkningen består av 14 697 kvinnor och 15 610 män. Barn under 15 år utgör 13,0 %, vuxna 15-64 år 78 %, och äldre över 65 år 8,0 %.
Runt Tianshankou är det ganska glesbefolkat, med 23 invånare per kvadratkilometer. Trakten runt Tianshankou består i huvudsak av gräsmarker.
Genomsnittlig årsnederbörd är 485 millimeter. Den regnigaste månaden är juni, med i genomsnitt 121 mm nederbörd, och den torraste är januari, med 4 mm nederbörd.